# Luis Alfredo Garavito
Luis Alfredo Garavito Cubillos (Génova, Quindío, 25 de enero de 1957-Valledupar, 12 de octubre de 2023) fue un pederasta, asesino en serie de niños y agresor sexual colombiano conocido como «La Bestia» o «El Monstruo de Génova», entre otros apodos.
Según los informes de la Fiscalía General de la Nación (FGN), Garavito asesinó a 172 menores de edad. De estos, «138 tienen fallo condenatorio, 32 están en instrucción, uno en apelación y uno está para sentencia». El organismo judicial cree que fueron más víctimas debido a sus propias confesiones ya que a mediados del mes de agosto de 2003 admitió haber asesinado a otras 28 personas: 23 niños y 5 adultos. Entre estos últimos, se encuentra un limpiabotas. Con esto, la cifra de crímenes sería de 200 personas. Sin embargo, se cree que Garavito pudo asesinar a 300 personas o más, entre niños y adultos.
Además de cometer asesinatos en Colombia, admitió haberlo hecho en el exterior, más específicamente en Ecuador y Venezuela. Según la Fiscalía General de la Nación, organismos judiciales y la prensa especializada, Garavito es el «segundo homicida en serie del mundo». En 2001, fue sentenciado a 1853 años y 9 días de cárcel, la condena más alta de la que se tenga registro en Colombia, aunque posteriormente fue conmutada a 40 años, por su colaboración en la identificación de otros asesinos seriales y buen comportamiento.
A Garavito le figuraban múltiples delitos como acto sexual violento, homicidio, acceso carnal violento, secuestro simple e incendio culposo, además presentaba 48 condenas en Colombia. También fue condenado a 22 años de prisión en Ecuador por haber violado y asesinado a dos menores de edad en 1998. Padecía de trastorno antisocial de la personalidad (TPA) y muchos de los crímenes que cometió involucraron pedofilia, sadismo, mutilación, psicopatía, necrofilia y rituales satánicos, además llevaba consigo un registro donde anotaba todas y cada una de sus víctimas.
Su vida estuvo documentada en varios programas de televisión. Aparece en el programa Rastro de un asesino emitido por Discovery Channel donde describe su vida, las víctimas y sus confesiones. Es citado en la historia del monstruo de los cañaduzales (Manuel Octavio Bermúdez), también en el programa radial Internight Paranormal de los 40 principales, en el especial «Mentes Criminales». El programa Los informantes de Caracol Televisión relató el testimonio de William Trujillo, una de las pocas víctimas sobrevivientes junto a John Iván Sabogal y Brand Ferney Álvarez.En 2024 se estrenó en la plataforma HBO Max una Miniserie documental en cuatro episodios llamada "Garavito - La Bestia Serial", dirigida por José Ángel Montiel, en los libros El Gran Fracaso de la Fiscalía 192 niños asesinados de Mauricio Araguen, y los monstruos en Colombia sí existen de Esteban Cruz Niño, hay bastante informaciòn. 
Se encontraba recluido en la cárcel de Máxima y Mediana Seguridad de Valledupar, conocida como La Tramacúa, donde cumplía su condena hasta su muerte en 2023. El 10 de marzo de 2020, Garavito fue diagnosticado con leucemia, también padecía cáncer de ojo. Murió el 12 de octubre de 2023 a la 1:00 p. m. en la clínica Nueva Santo Tomás del Caribe de Valledupar como consecuencia de múltiples afectaciones de salud, según las declaraciones oficiales del Instituto Nacional Penitenciario y Carcelario (INPEC).

## Biografía

### Primeros años
Luis Alfredo Garavito Cubillos nació en Génova, Quindío, el 25 de enero de 1957, hijo de Manuel Antonio Garavito y Rosa Delia Cubillos. Hijo mayor y segundo de siete hermanos, tenía tres hermanos y tres hermanas. Garavito alegó que su padre era adúltero, borracho, machista, muy estricto y muchas veces abusivo física y emocionalmente durante toda su infancia, y describió a su madre como una mujer violenta que le dio "poco cariño y cuidado" cuando era niño. Debido al conflicto armado en curso en Colombia en ese momento, la familia se mudó a Ceilán, Valle del Cauca, antes de que Garavito ingresara a la escuela primaria. Estudió hasta quinto de primaria en el Instituto Agrícola, en el corregimiento de Ceilán.
Como resultado de las frecuentes infidelidades y hábitos de bebida de su padre, la pareja frecuentemente peleaba verbal y físicamente en presencia de sus hijos, a quienes descuidaban en gran medida. Posteriormente comentó que "tuvo la desgracia de pertenecer a una familia que se pasaba el tiempo discutiendo, peleando y lanzando palabras de gran calibre", alegó haber sido atado a un árbol a los seis o siete años y golpeado con un machete y de sufrir otros abusos como ser agredido con un palo macizo durante horas. Varios de estos abusos se dieron por intentar defender a su madre, a quien Manuel golpeaba durante el embarazo. Debido a la naturaleza espontánea del abuso físico, los niños a menudo se escondían cuando su padre regresaba del trabajo a casa. Mientras dormía en la misma cama que su padre, Garavito especuló que pudo haber sido acariciado en alguna ocasión. Se sabe que fue víctima de abuso sexual, a los 13 años de edad.
Garavito fue menospreciado como imbécil, bastardo y otros peyorativos por su padre, de quien, según él, "nunca tuvo una buena palabra" para él, y únicamente traía a su hijo con él por motivos laborales y para hacer recados. Asistía a la escuela Simón Bolívar en Ceilán y al principio era colaborador y alegre, pero con frecuencia otros niños lo ridiculizaban e intimidaban. Los maestros de Garavito notaron que su deseo de aprender entraba en conflicto con su extrema frustración por su incapacidad para comprender las materias. Apodado "Garabato" por sus gafas y su naturaleza tímida por sus compañeros, Garavito se sentía inseguro de sus gafas y finalmente prefirió jugar solo en el recreo. Rápidamente hacía berrinches y reaccionaba violentamente hacia los estudiantes que lo perseguían y se burlaban de él. A pesar de los violentos conflictos, sus profesores no hicieron ningún intento de intervenir. Esto angustió a Garavito, quien acumuló resentimiento hacia su padre denigrante y envidia hacia sus compañeros de hogares estables.
Alrededor de 1968, dejó la escuela en quinto grado debido a la mala memoria y a la insistencia de su padre en ganar dinero para mantener a la familia. Esto consternó a Garavito, a quien su padre también le prohibió tener amigos o novia. En 1969, Garavito supuestamente fue objeto de extensos abusos físicos y sexuales por parte del dueño de una farmacia local y de un vecino devotamente religioso durante las visitas de su padre a la tienda para vacunar a Garavito. Afirmó que el vecino (que era amigo cercano de su padre) lo había atado a una cama antes de agredirlo sexualmente y proceder a quemarlo con una vela, cortarlo con una navaja de afeitar y morderle los genitales y los glúteos en varias ocasiones durante estos incidentes de abuso sexual. La gravedad de este abuso fue posteriormente cuestionada por varios expertos y entrevistadores. Después del primer incidente de este abuso, Garavito supuestamente mató y diseccionó dos pájaros en frustración, lo que le llevó a sentir remordimiento y vergüenza poco después.

### Adolescencia
Después de apedrear a los pájaros, Garavito comenzó a sugerir a sus hermanos menores que durmieran desnudos con él en su cama compartida. Luego acarició sexualmente a sus hermanos menores mientras dormían en múltiples ocasiones después de quitarles la ropa. Garavito también alegó que abusó sexualmente de un niño de 6 años en 1969. Según quienes lo conocieron, Garavito se volvió muy retraído, extremadamente agresivo y "dispuesto a vengarse del mundo".
El abuso sexual del vecino terminó después de que la familia se mudó a Trujillo en 1971, y dejó a Garavito sexualmente impotente con sus parejas femeninas y permanentemente incapaz de eyacular adecuadamente. Creyendo que su padre y su familia no se preocuparían ni le creerían, Garavito optó por ocultar sus experiencias de abuso sexual. Poco después de llegar a Trujillo, otro amigo vecino de la familia le mostró pornografía heterosexual. Debido a que Garavito respondió con disgusto, el vecino lo golpeó entre la maleza antes de violarlo. En 1972, Garavito intentó agresiva y repetidamente iniciar relaciones sexuales con mujeres, pero estos avances fueron rechazados.
A través de varios miembros alcohólicos de su familia, Garavito accedió a la bebida alcohólica y desarrolló una adicción. Garavito, un joven rebelde, fue desalojado brevemente en 1972 después de ser sorprendido por su madre intentando violar a un niño de 5 años y nuevamente en 1973 tras un intento de agresión sexual a un niño de 6 años en una estación de tren en Bogotá. El niño gritó, lo que alertó a las autoridades para arrestar a Garavito, quien afirmó que sólo quería abusar "ligeramente" del niño en respuesta a un cargo de intento de violación. Tras este último incidente, Garavito fue reprendido por su padre Manuel por no elegir a una mujer para agredirla sexualmente. Con la inclinación de Garavito por los niños jóvenes provocando frecuentes discusiones entre él y su padre Manuel, fue desalojado por última vez por "comportamiento homosexual".
De joven, Garavito comenzó a trabajar como asistente en una caja de compensación y después en una cadena de tiendas, y estudió marketing. A pesar de su nueva carrera, comenzó a tener problemas con sus compañeros de trabajo, clientes y jefes que gradualmente escalaron a altercados físicos. Después de perder su trabajo, Garavito trabajó como vendedor ambulante de objetos religiosos y también como trabajador migrante, desarrollando relaciones principalmente platónicas con varias mujeres a lo largo de su edad adulta. En 1973, cuando era joven, comenzó a trabajar en una plantación de café en Trujillo, enamorándose primero de una maestra de escuela y madre soltera llamada Luz María Ocampo Orozco, con quien luego asistió a los servicios masivos semanales.
Muchas de las mujeres con las que se hizo amigo tenían hijos, a quienes Garavito supuestamente crio como si fueran sus propios hijos, además de ser un novio cariñoso cuando estaba sobrio. Sus compañeros también lo describieron como amigable a pesar de su temperamento notablemente violento y sus ocasionales estados de ebriedad en los que prometía asesinar a su padre. Mientras estaba borracho, Garavito abusaba físicamente de sus novias, además de ser cada vez más celoso, controlador y menospreciador. Como resultado, a menudo fue objeto de escándalos locales y murmuraciones en la ciudad, enfrentándose a repetidos desalojos por parte de sus compañeras en su vida posterior.

### Adultez
Garavito sufrió síntomas de psicosis, paranoia y depresión, y comenzó a abusar sexual y compulsivamente de niños y niñas, desarrollando una preferencia casi exclusiva por niños púberes. Debido a la depresión y los sentimientos suicidas relacionados con su falta de logros, expresó su deseo de formar una familia. En estado de ebriedad, Garavito insistía en tener relaciones sexuales con sus parejas femeninas. A pesar de esto, sufría de disfunción eréctil frecuente que le causaba un dolor extremo, lo que a menudo lo llevaba a despotricar contra su familia.
Desarrolló gradualmente el alcoholismo y comenzó a participar en las reuniones de Alcohólicos Anónimos en 1978. Garavito también se convirtió a la fe pentecostal y trabajó como dependiente de una tienda, donde volvió a encontrar a su primera novia, Luz María. Alejándose de su familia, sólo era cercano a su hermana mayor, Esther, quien lo evitaba debido a su alcoholismo. Garavito también sentía resentimiento hacia sus hermanos menores por defender a su padre, quien, en su opinión, los había favorecido en gran medida en la infancia. Al mudarse a la ciudad de Armenia, Garavito consiguió un nuevo trabajo en una panadería local. Después de su frecuente asistencia a los servicios de la iglesia local en los que, con remordimiento, se golpeaba el pecho durante la oración, asistió a reuniones de Alcohólicos Anónimos y ocasionalmente visitó a psiquiatras antes de terminar su día frecuentando el parque Valencia para contratar los servicios de prostitutas infantiles.

## Captura
El jueves 22 de abril de 1999, en una zona rural de Villavicencio, Meta, fue capturado cuando salía, al final de la tarde, de un potrero en la periferia de este municipio. Horas antes, Garavito había raptado a un menor del que pretendía abusar sexualmente y luego asesinar. Un sin techo, que se encontraba en la zona escuchó los gritos de auxilio del menor y se acercó. Al ver la escena atacó a Garavito con piedras, obligándolo a huir. El habitante de calle rescató al niño y lo llevó hasta una vivienda donde lo auxiliaron y llamaron a la policía nacional. Después de que el niño contase lo ocurrido, se inició la búsqueda por una brigada con múltiples efectivos policiales en la zona, usando vehículos oficiales, taxis y particulares recorriendo la zona. Varias horas después, el hombre salió del monte caminando, fue identificado por el niño e interceptado por los policías.
En ese momento fue capturado y conducido al comando de policía donde manifestó llamarse Bonifacio Morera Lizcano, un vendedor ambulante de la zona. Con ese nombre se inició la investigación penal sobre la presunta tentativa de acceso carnal sobre el menor.
En junio de 1999, el equipo interdisciplinario del CTI de la Fiscalía, conformado por miembros de esta institución provenientes de nueve departamentos, incluyendo miembros del DAS, Sijín y Óscar Armando Díaz Beltrán, psiquiatra de Medicina Legal de Cali y asesor permanente del equipo, evaluaron los casos y establecieron que el sospechoso principal enmarcado por el equipo de Armenia y dirigido por el doctor Álvaro Vivas Botero, era Luis Alfredo Garavito. Al intervenir otras secciones, como el análisis realizado por el morfólogo de Buga Carlos Hernán Herrera Jaramillo, principal promotor de la investigación del fenómeno, y la presentación del fiscal Fernando Aya de Villavicencio sobre el caso Morera Lizcano, permitieron establecer que ya se sabía que era el asesino serial y también que ya estaba capturado desde semanas atrás.
El jueves 28 de octubre de 1999, la fiscal Lily Naranjo y el investigador Aldemar Durán indagan a Garavito, quien desconocía la investigación que sobre sí se cernía, y se le interroga sobre otros casos, indagatoria que duró cerca de 8 o 9 horas, durante las cuales el asesino terminó confesando los homicidios sobre los que se le había preguntado, incluyendo el caso de Santa Bárbara en Palmira (Valle del Cauca), los tres niños de Génova, el caso de Tunja y el caso de Villavicencio, entre otros. Terminada dicha indagatoria, el CTI de la Fiscalía, en asociación con psiquiatras de Medicina Legal, establecieron la realidad probatoria que certificó el esclarecimiento del hecho. En los meses siguientes Garavito comenzó a narrar la secuencia de homicidios y a indicar la ubicación de cuerpos aún no hallados.
Gracias a las pruebas recogidas por la Fiscalía y a su posterior confesión, se estableció que Garavito Cubillos es responsable no sólo de la muerte de un menor de Tunja en el año 1996 (el niño se llamaba Ronald Delgado Quintero y tenía once años de edad, y estando en la capital de Boyacá se hizo pasar como discapacitado usando muletas y gafas), sino también del homicidio de tres niños de Génova y de otros 172 crímenes cometidos contra menores en 11 departamentos de Colombia. Luis Alfredo Garavito, según los psicólogos, efectúa ataques sexuales contra menores de edad, pues de infante fue tratado con mucha represión por parte de su progenitores y fue víctima de ataques sexuales por personas que en confianza eran allegados a la casa materna, eventos que le marcaron y se agravaron con el paso de los años hasta que empezó a perfilar su predilección sexual por infantes. Años después de estar agrediendo sexualmente, asesinó al primer niño en Jamundí, Valle del Cauca, en octubre de 1992, cuando se registra su primer homicidio.

## Entrevista
En una entrevista concedida a Guillermo Prieto La Rotta «Pirry», presentador del programa Especiales Pirry, el 14 de enero de 2006, transmitido por el canal Colombiano RCN el 11 de junio de 2006, Luis Alfredo Garavito negó haber violado a sus víctimas; en este mismo trabajo periodístico, dicho asesino aseguraba que había cometido los crímenes por supuestas órdenes del diablo, y aseguraba su «rehabilitación» tras convertirse en miembro de la Iglesia Pentecostal Unida de Colombia, de la cual se hizo bautizar el 18 de agosto de 2003. Evidenciaba, igualmente, los esfuerzos que ha hecho por salir libre cuanto antes e, incluso, aspirar algún día a tener una curul en el Congreso de la República.
Según la noticia de RCN, hay otro proceso a Garavito por un asesinato en el Valle del Cauca, por el cual tendría que responder judicialmente de manera independiente de sus anteriores crímenes. La suma por todos los crímenes cometidos es de 1853 años de cárcel, pero el asesino fue judicializado con un sistema penal que en ese entonces (fecha de los asesinatos) aplicaba una pena máxima de 40 años. Sin embargo, la cifra fue reducida por colaborar con las autoridades y por presentar un interés particular sobre los estudios.

## Modus operandi y confesiones
En varias publicaciones, documentales y entrevistas realizadas, Garavito confesó haber cometido muchos asesinatos. Al perpetrar cada crimen, Garavito se tomaba desde un sorbo hasta media botella de aguardiente o brandy, luego llevaba a sus víctimas a zonas apartadas —tras haberlas analizado— y allí, después de amedrentarlos con un cuchillo, empezaba el ritual con el cual asesinó a cientos de niños. Los investigadores dicen que mientras abusaba de cada niño, le iba propinando puñaladas, entre otras aberraciones, y finalmente le hacía una cortada profunda en el vientre o el pecho para que se desangraran e, incluso, los degollaba. En algunos casos puntuales, relató cómo sucedieron los hechos:

«Voy al hotel a las nueve de la noche; empiezo a sentir esa fuerza extraña que me domina, saco el cuchillo, consigo unas cabuyas, llevo licor y me dispongo a andar por las diferentes calles aledañas a la galería. Había un niño llamado Julián Pinto cerca, él estudiaba en el SENA donde había ido a vender ambientadores el año pasado. Estaba vendiendo tintos, le hablo, lo convenzo para que me acompañe. Deja su termo y se va conmigo. Lo introduzco al cañaduzal, lo amarro, lo acaricio y después lo violo. Julián Pinto grita, lo acaricio, él sigue gritando y posteriormente lo mato. Me acuerdo tanto de este niño por una situación: en ese sitio hay una cruz, regreso para el pueblo y de un momento a otro siento una voz que me dice: “eres un miserable, no vales nada”. Regresé y miré lo que había hecho. En ese momento me arrodillé, me arrepentí, y enterré el cuchillo».

«Practiqué ritos satánicos con los menores que asesiné, lo hice a mi manera, pero no quiero explicar cómo lo hice; yo hice pacto con el diablo».

## Estatus
Según un documento del Consejo Superior de la Judicatura, Garavito habría cumplido una de las condenas que pesan en su contra el 25 de noviembre de 2011. Sin embargo, cerca de 20 procesos que aún hay en su contra impedirían su libertad. Adicionalmente, la República de Ecuador también lleva algunas investigaciones por crímenes cometidos contra niños de ese país, razón por la cual está pedido en extradición. Aun así, la justicia colombiana piensa que por colaborar en la recuperación de los cuerpos y por buena conducta, le disminuirían la condena. Sin embargo, la Ley de Infancia y Adolescencia en su artículo 199 numeral 7, elimina la posibilidad:

«Artículo 199. Beneficios y mecanismos sustitutivos. Cuando se trate de los de homicidio o lesiones personales bajo modalidad dolosa, delitos contra la libertad, integridad y formación sexuales, o secuestro, cometidos contra niños, niñas y adolescentes, se aplicarán las siguientes reglas:
3. No procederá la extinción de la acción penal en aplicación del principio de oportunidad previsto en el artículo 324, numeral 8, de la Ley 906 de 2004 para los casos de reparación integral de los perjuicios.
7. No procederán las rebajas de pena con base en los "preacuerdos y negociaciones entre la fiscalía y el imputado o acusado", previstos en los artículos 348 a 351 de la Ley 906 de 2004.
8. Tampoco procederá ningún otro beneficio o subrogado judicial o administrativo, salvo los beneficios por colaboración consagrados en el Código de Procedimiento Penal, siempre que esta sea efectiva.»

De igual manera, elimina la posibilidad de aplicación de principio de oportunidad para estos delitos, de forma que las rebajas no se aplican aunque los delitos de Garavito se realizaran antes que esta ley fuera aplicada (numeral 2); ni puede beneficiarse de arresto domiciliario (numerales 5 y 6).
El 10 de marzo de 2020, Garavito fue trasladado al hospital Rosario Pumarejo de López, en Valledupar, por un cuadro de leucemia no especificado.
El 6 de julio de 2021 se aprobó la cadena perpetua para asesinos y abusadores sexuales de niños en Colombia la cual no se aplicará a Garavito porque las leyes en Colombia no son retroactivas.
Hubo estupor por la posibilidad de recibir una libertad condicional la cual fue denegada, el expresidente de la república, Iván Duque, rechazó vehementemente la idea de darle libertad, indicó que el Gobierno Nacional no respaldaría esa propuesta y envió un mensaje sobre Garavito;

«Tengo profunda indignación con esa posibilidad de que esa bestia de Garavito salga de prisión. Ese es un bandido, un delincuente, una rata apestosa».
Iván Duque

## Cuadro clínico
Según un estudio realizado por unos estudiantes de la Universidad Pontificia Bolivariana, Luis Alfredo Garavito poseía un trastorno antisocial de la personalidad (TPA). Los principales síntomas y síndromes antisociales detectados a Garavito son:
- Ausencia de empatía en las relaciones interpersonales
- Ausencia de miedo
- Ausencia de remordimiento
- Autoestima distorsionada
- Búsqueda de sensaciones
- Cognición de «deshumanización de la víctima»
- Desconsideración o distorsión de las consecuencias
- Trastorno de identidad disociativo
- Egocentrismo
- Narcisismo
- Impulsividad
- Locus de control externo
- Manipulación ajena
- Motivación de la autojustificación
- Pedofilia
- Necrofilia
- Sadismo
- Megalomanía
- Psicopatía
- Sociopatía